# Libera Me (musikalbum)
Libera Me är ett studioalbum med det spanska progressiva power metal-bandet DarkSun. Albumet utgavs 2008 av skivbolaget FC Metal.

## Låtlista
1. "Libera Me" – 0:57
2. "Parasiempre" – 4:55
3. "Miedo" – 3:46
4. "Huellas en la arena" – 5:24
5. "Tan lejos" – 4:56
6. "La sombra tras el cristal" – 5:12
7. "Voces en la oscuridad" – 4:48
8. "Lágrimas de un ángel" – 5:16
9. "Saltar al vacío" – 4:53
10. "Libre como el amanecer" – 4:14
11. "Alma" – 3:39
12. "Odio eterno" – 5:25

## Medverkande
Musiker (DarkSun-medlemmar)
- Tino Hevia – gitarr
- Pedro Junquera – basgitarr
- Daniel Cabal – trummor
- Daniel G. (Daniel González Suárez) – sång, gitarr, basgitarr
- Ana Fernández – keyboard
- David Figueiras – gitarr

Bidragande musiker
- Dani Larriet – sång (spår 12)
- Víctor Fernández, Loida Arcos, Carás, Ani MF – kör

Produktion
- Dani G. (Daniel González Suárez) – producent, ljudtekniker, ljudmix, mastering
- Daniel Alonso – omslagskonst
- Sergio Blanco – foto